# Архутувко
Архутувко (пол. Archutówko) — село в Польщі, у гміні Бодзанув Плоцького повіту Мазовецького воєводства.
Населення — 130 осіб (2011).
У 1975-1998 роках село належало до Плоцького воєводства.

## Демографія
Демографічна структура станом на 31 березня 2011 року:
|          | Загалом | Допрацездатний вік | Працездатний вік | Постпрацездатний вік |
| -------- | ------- | ------------------ | ---------------- | -------------------- |
| Чоловіки | 61      | 13                 | 36               | 12                   |
| Жінки    | 69      | 10                 | 40               | 19                   |
| Разом    | 130     | 23                 | 76               | 31                   |